# آب بسته‌بندی‌شده

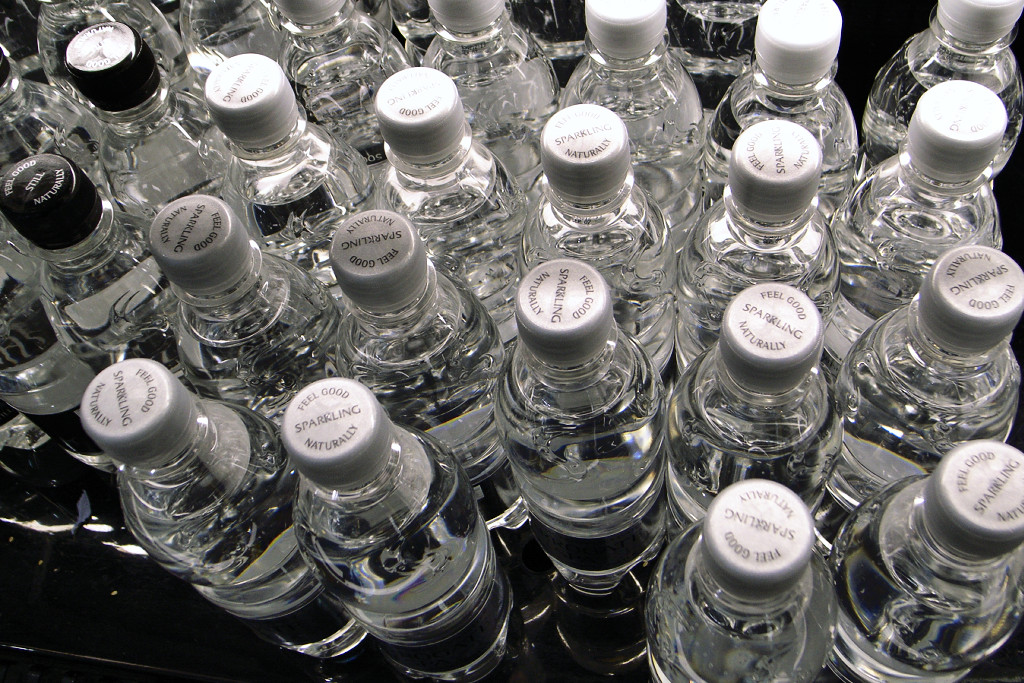

آب بسته‌بندی‌شده آبی است آشامیدنی (به عنوان مثال آب چاه، آب مقطر، آب معدنی یا آب چشمه) که در بسته‌های پلاستیکی یا شیشه‌ای -به ویژه بطری- آماده می‌شود.